# بوكيمون رينجر: شادوز أف آلميا
بوكيمون رينجر: شادوز أف آلميا (بالإنجليزية: Pokémon Ranger: Shadows of Almia)‏، هي لعبة فيديو من إنتاج ستوديو كرايتشرز اليابانية، ومن نشر شركة ذا بوكيمون كومباني التابعة لشركته الأم نينتندو سنة 2008، حيث تعمل لمنصة نينتندو دي إس.

## المواقع الخارجية
- الموقع الرسمي بالانكليزية نسخة محفوظة 12 فبراير 2013 على موقع واي باك مشين.